# Johanna Hagn
Pour les articles homonymes, voir Hagn.
Johanna Hagn est une judokate allemande née le 27 janvier 1973 à Wolfratshausen.

## Biographie
Elle dispute les Jeux olympiques d'été de 1996 à Atlanta où elle remporte une médaille de bronze.

## Palmarès

### Jeux olympiques
- Jeux olympiques d'été de 1996 à Atlanta
  -  Médaille de bronze en +72 kg[1]